# Josh Holloway
Josh Holloway (San Jose, Kalifornia, 1969. július 20. –) amerikai színész.
Legismertebb szerepe Sawyer a Lost – Eltűntek című sorozatból.

## Élete és pályafutása
Az Észak-Kaliforniában született Holloway gyerekkora óta színész szeretett volna lenni, ám sok más hollywoodi sztárhoz hasonlóan ő is modellként kezdte a pályafutását. A kifutók sztárjaként bejárta a fél világot, mégis a filmek világa vonzotta, így Los Angeles-be költözött. Itt hamarosan szerepeket kapott, főként független filmekben. A jégszívű című erotikus thrillerben például Nastassja Kinski partnere volt.

## Filmográfia

### Film
| Év   | Magyar cím                             | Eredeti cím                          | Szerep                         | Magyar hang     |
| ---- | -------------------------------------- | ------------------------------------ | ------------------------------ | --------------- |
| 2001 | A jégszívű                             | Cold Heart                           | Sean Clark                     | Zámbori Soma    |
| 2002 |                                        | Moving August                        | Loren Carol                    |                 |
| 2002 |                                        | Mi Amigo                             | fiatal Pal                     |                 |
| 2003 |                                        | Doctor Benny                         | Pheb                           |                 |
| 2006 |                                        | Just Yell Fire                       | önmaga                         |                 |
| 2007 | Suttogás                               | Whisper                              | Max Truemont                   | Dányi Krisztián |
| 2009 | Újra a gimiben                         | Stay Cool                            | Wino                           | Varga Rókus     |
| 2011 | Mission: Impossible – Fantom protokoll | Mission: Impossible – Ghost Protocol | Trevor Hanaway IMF-ügynök      | Kaszás Gergő    |
| 2013 | Az év csatája                          | Battle of the Year: The Dream Team   | Jason Blake                    | Dányi Krisztián |
| 2013 | Paranoia                               | Paranoia                             | Gamble FBI-ügynök              |                 |
| 2014 | Szabotázs                              | Sabotage                             | Eddie "Neck" Jordan DEA-ügynök | Bozsó Péter     |
| 2014 | Szabotázs                              | Sabotage                             | Eddie "Neck" Jordan DEA-ügynök | Dányi Krisztián |

### Televízió
| Év        | Magyar cím                    | Eredeti cím                    | Szerep              | Megjegyzések                                                         |
| --------- | ----------------------------- | ------------------------------ | ------------------- | -------------------------------------------------------------------- |
| 1999      | Angel                         | Angel                          | jóképű srác         | 1 epizód magyar hangja Janovics Sándor                               |
| 2001      | Walker, a texasi kopó         | Walker, Texas Ranger           | Ben Wiley           | 1 epizód                                                             |
| 2002      | Kardfog                       | Sabretooth                     | Trent Parks         | tévéfilm magyar hangja Hevér Gábor                                   |
| 2003      | CSI: A helyszínelők           | CSI: Crime Scene Investigation | Kenny Richmond      | 1 epizód                                                             |
| 2003      |                               | The Lyon's Den                 | Lana pasija         | 1 epizód                                                             |
| 2004      | NCIS                          | NCIS                           | seriff              | 1 epizód                                                             |
| 2004      |                               | Good Girls Don't               | Eric                | 1 epizód                                                             |
| 2004–2010 | Lost – Eltűntek               | Lost                           | James „Sawyer” Ford | főszereplő (121 epizód) magyar hangja Dányi Krisztián                |
| 2011      | Balfékek                      | Community                      | Black Rider         | 1 epizód                                                             |
| 2011      | Küzdelem a rákkal             | Five                           | Bill                | tévéfilm magyar hangja Sarádi Zsolt                                  |
| 2013      |                               | Yo Gabba Gabba!                | Farmer Josh         | 1 epizód                                                             |
| 2014      | Intelligence – A jövő ügynöke | Intelligence                   | Gabriel Vaughn      | főszereplő és producer (13 epizód)                                   |
| 2016–2018 | Kolónia                       | Colony                         | Will Bowman         | főszereplő és vezető producer (36 epizód) magyar hangja Sarádi Zsolt |
| 2020      | Elképesztő történetek         | Amazing Stories                | Wayne Wilkes        | 1 epizód                                                             |
| 2020      | Yellowstone                   | Yellowstone                    | Roarke Morris       | visszatérő szereplő (3. évad)                                        |